# Lessebo församling
Lessebo församling är en församling i Njudung-Östra Värends kontrakt i Växjö stift och i Lessebo kommun, Kronobergs län. Församlingen bildades 1961 genom en utbrytning ur Hovmantorps församling. Församlingen utökades 2021 med de övriga församlingarna i kommunen och utgör därefter ett eget pastorat.

## Administrativ historik
Församlingen bildades 1961 genom en utbrytning ur Hovmantorps församling. Lessebo församling ingick därefter i Hovmantorps pastorat till 1992 då församlingen bildade pastorat med Ekeberga församling för att 2010 uppgå i Lessebo-Hovmantorps pastorat.. År 2021 gick Lessebo, Hovmantorps, Ekeberga och Ljuders församlingar upp i Lessebo församling, och församlingen utgör därefter ett eget pastorat.

## Kyrkor
- Lessebo kyrka
- Hovmantorps kyrka
- Ljuders kyrka
- Ekeberga kyrka
- Skruvs kapell